# Liberty Stands Still
Liberty Stands Still è un film del 2002 diretto da Kari Skogland con protagonisti Linda Fiorentino, Wesley Snipes e Oliver Platt.

## Trama
Los Angeles: Joe è un ex agente segreto che, per vendicarsi della morte della figlia, avvenuta in una sparatoria, decide di attirare in una trappola il trafficante d'armi Victor Wallace.
Joe si apposta come cecchino in un palazzo, dal quale tiene sotto tiro la moglie di Victor Wallace, Liberty, che viene minacciata per telefono e costretta ad ammanettarsi a un carretto di hot dog, dove è sistemata una bomba collegata al cellulare della donna e pronta ad esplodere non appena si sarà esaurita la batteria dell'apparecchio.

## Produzione
Il film è stato girato a Vancouver, in Canada.

## Distribuzione
Il film è stato trasmesso in Italia su Rai 4, Rai Movie e di recente sul circuito nazionale 7 Gold.